# Szergény
Szergény là một thị trấn thuộc hạt Vas, Hungary. Thị trấn này có diện tích 15,61 km², dân số năm 2010 là 335 người, mật độ 21 người/km².